# Pteronymia airania
Pteronymia airania är en fjärilsart som beskrevs av Kirby 1877. Pteronymia airania ingår i släktet Pteronymia och familjen praktfjärilar. Inga underarter finns listade.